# 巴斯纳
巴斯纳（Basna），是印度恰蒂斯加尔邦Mahasamund县的一个城镇。总人口8813（2001年）。

## 人口
该地2001年总人口8813人，其中男性4523人，女性4290人；0—6岁人口1219人，其中男637人，女582人；识字率69.45%，其中男性为77.14%，女性为61.35%。